# Test Guthriego
Test Guthriego – badanie stosowane do wykrywania wrodzonego, genetycznie uwarunkowanego defektu metabolicznego aminokwasu fenyloalaniny, który powoduje chorobę fenyloketonurię. Badanie zostało wprowadzone na szeroką skalę w Europie i Ameryce Północnej w latach 60. XX wieku. Później zostało zastąpione przez metody bardziej wiarygodne i dokładne. Nazwa badania wywodzi się do nazwiska amerykańskiego lekarza i bakteriologa Roberta Guthriego, który wprowadził do praktyki medycznej w 1962 roku.

## Metoda
Test Guthriego jest półilościową metodą wykrywania podwyższonego stężenia aminokwasu fenyloalaniny we krwi. Podstawą badania jest zdolność fenyloalaniny do ułatwiania wzrostu bakteryjnego w pożywce z inhibitorem wzrostu.
Kropla krwi jest pobierana zazwyczaj z pięty noworodka w szpitalu w 2 lub 3 dniu po urodzeniu. Krew pobierana jest na krążek bibuły i przekazywana do laboratorium. W pożywce z inhibitorem (β-2-tienylalanina) i kulturą Bacillus subtilis (laseczka sienna) umieszczane są krążki z badaną krwią. W wypadku gdy we krwi znajduje się zwiększone stężenie fenyloalaniny (>4mg/dl) przechodzi ona do pożywki, znosi inhibicję kompetycyjną i powoduje wzrost bakterii. Średnica powstałej w ten sposób kolonii jest mierzona i koreluje ze stężeniem fenyloalaniny w badanej próbce krwi.
Zaletą metody jest jej prostota i niski koszt, a wadami występowanie wyników fałszywie dodatnich (wcześniaki) i (rzadziej) fałszywie ujemnych (stosowanie antybiotyków) oraz jej półilościowy charakter i konieczność skrupulatnej standaryzacji.

## Znaczenie
Ze względu na poważne następstwa fenyloketonurii i możliwości zapobieżenia im poprzez stosowania prostej diety eliminacyjnej zastosowanie na szeroką skalę badania screeningowego ma olbrzymie znaczenie. Umożliwił to wprowadzony w 1962 roku w USA (a potem innych krajach) test Guthriego.